# سیارک ۷۴۸۸
سیارک ۷۴۸۸ (به انگلیسی: 7488 Robertpaul، نامگذاری:1995KB1) هفت هزار و چهارصد و هشتاد و هشتمین سیارک کشف شده‌است که در ۲۷ مه ۱۹۹۵ کشف شد.
قدر مطلق سیارک برابر ۱۴.۱ است.